# Erino Angelo Rendina
Erino Angelo Rendina (Roma, 4 maggio 1958) è un chirurgo italiano.

## Biografia
Professore Ordinario e Direttore della Cattedra di Chirurgia Toracica della Facoltà di Medicina e Psicologia dell'Università "La Sapienza" di Roma, Primario dell'Unità Operativa di Chirurgia Toracica dell'Azienda ospedaliera Sant'Andrea di Roma, Direttore del Dipartimento di Scienze Medico-Chirurgiche e Medicina Traslazionale dell'Università Sapienza di Roma e già Presidente della Società Europea di Chirurgia Cardiotoracica European Association for Cardiothoracic Surgery (EACTS).
L'11 gennaio del 1991, all'età di 32 anni, insieme al collega Federico Venuta, dirigente UOC di Chirurgia Toracica al Policlinico Umberto I, esegue il primo trapianto polmonare in Italia dando l'avvio così all'esperienza italiana dei trapianti di polmone ed effettuando in prima persona oltre 70 trapianti doppi bilaterali.
Il 2 marzo del 2021, insieme a Cecilia Menna e alla sua équipe, esegue la prima sostituzione completa di trachea al mondo in un paziente post-COVID mediante innesto di graft aortico crioconservato. I danni conseguenti all’infezione SARS-Cov2 e alle tecniche di ventilazione invasiva che si sono rese necessarie durante la fase acuta della malattia, avevano provocato l’assottigliamento della trachea nella sua totale estensione, impedendo quasi completamente al paziente di  respirare e rendendo necessaria una sostituzione completa dell'organo.